# Yordan Yordanov (halterófilo)
Yordan Yordanov –en búlgaro, Йордан Йорданов– (1970) es un deportista búlgaro que compitió en halterofilia. Ganó una medalla de bronce en el Campeonato Mundial de Halterofilia de 1990, en la categoría de 75 kg.

## Palmarés internacional
| Campeonato Mundial | Campeonato Mundial | Campeonato Mundial | Campeonato Mundial |
| Año                | Lugar              | Medalla            | Categoría          |
| ------------------ | ------------------ | ------------------ | ------------------ |
| 1990               | Budapest (Hungría) | Medalla de bronce  | 75 kg              |